# إستر وليامز
إستر وليامز (بالإنجليزية: Esther Williams)‏ (و. 1921 – 2013 م) هي ممثلة، وكاتبة سير ذاتية، وممثلة تلفزيونية، من الولايات المتحدة الأمريكية، ولدت في إنغليووود، لوس أنجليس، كاليفورنيا، توفيت في لوس أنجلوس، عن عمر يناهز 92 عاماً.

## التعليم
تعلمت في كلية لوس أنجلوس سيتي ‏.

## جوائز
حصلت على جوائز منها:
- قاعة السباحة الدولية للشهرة  [لغات أخرى]‏.

## وصلات خارجية
- إستر وليامز على موقع قاعة مشاهير السباحة العالمية (الإنجليزية)
- إستر وليامز على موقع IMDb (الإنجليزية)
- إستر وليامز على موقع الموسوعة البريطانية (الإنجليزية)
- إستر وليامز على موقع مونزينجر (الألمانية)
- إستر وليامز على موقع ألو سيني (الفرنسية)
- إستر وليامز على موقع ميوزك برينز (الإنجليزية)
- إستر وليامز على موقع ميوزك برينز (الإنجليزية)
- إستر وليامز على موقع أول موفي (الإنجليزية)
- إستر وليامز على موقع قاعدة بيانات الأفلام السويدية (السويدية)
- إستر وليامز على موقع إن إن دي بي (الإنجليزية)
- إستر وليامز على موقع ديسكوغز (الإنجليزية)